# Brunhilde Pomsel
Brunhilde Pomsel (11 janvier 1911 – 27 janvier 2017), a été l'une des secrétaires personnelles de Joseph Goebbels, qui après la guerre, a travaillé pour la radio en Allemagne. Elle a travaillé pour Goebbels à partir de 1942 ; décédée à l'âge de 106 ans, elle était l'une des dernières survivantes parmi les témoins oculaires de l'appareil du pouvoir nazi.

## Biographie
Née à Berlin en 1911, Brunhilde Pomsel a travaillé comme sténographe pour un avocat juif et en tant que dactylo pour l’extrême droite nationaliste, et pour les deux simultanément pendant un moment. En 1933, elle a obtenu un emploi comme secrétaire dans le service d'information de la radio du Troisième Reich après avoir rejoint le Parti Nazi. Sur la recommandation d'un ami, elle a été transférée au Ministère du Reich à l'éducation du peuple et à la Propagande en 1942, où elle a travaillé jusqu'à la fin de la guerre sous la direction de Joseph Goebbels, comme membre de l'équipe restreinte de secrétaires et sténographes à son service. Selon Kate Connolly dans le Guardian, le travail de Pomsel incluait « la revue à la baisse des statistiques sur les soldats tombés au combat, ainsi que l'exagération du nombre de viols de femmes allemandes par l'Armée Rouge ». Après la chute de Berlin en 1945, elle a été internée sur ordre du NKVD dans les camps de Buchenwald, Hohenschönhausen et Sachsenhausen pendant 5 ans.
Après avoir été libérée en 1950, Pomsel a travaillé comme secrétaire pour différentes radios allemandes (Südwestfunk (SWF) à Baden-Baden et aussi à la direction des programmes de l'ARD de la télévision allemande à Munich ) jusqu'à sa retraite en 1971. Lors de son 100e anniversaire en 2011, elle s'est publiquement exprimée contre Goebbels. Un documentaire intitulé Ein deutsches Leben (Une vie allemande), créé à partir de 30 heures d'entretien avec Pomsel, a été montré au Munich International Film Festival en 2016.
Vers la fin de sa vie, Pomsel vécut à Munich, où elle est morte le 27 janvier 2017, à l'âge de 106 ans.
Évoquant Goebbels, Pomsel le décrit comme un homme qui dans le quotidien était « froid » et posé. Elle raconte que l'image de « nain enragé » du propagandiste vociférant et gesticulant devant les foules était un rôle qu'il jouait. « Sur Goebbels on peut dire une chose, c'était un acteur excellent ».